# اچ.جی. داتاتریا
اچ. جی. داتاتریا (انگلیسی: H. G. Dattatreya؛ زادهٔ ۲۰ آوریل ۱۹۴۲) هنرپیشه اهل هند است. وی از سال ۱۹۸۷ میلادی تاکنون مشغول فعالیت بوده‌است.
وی بازیگر فیلم‌هایی همچون آمریکا، آمریکا، شاهزاده، پاراماتما و عملیات مریخ بوده. داتاتریا در سال ۲۰۰۰ برنده جایزه ملی فیلم بهترین بازیگر نقش مکمل مرد شده‌است.